# Az Austrian Airlines úti céljai

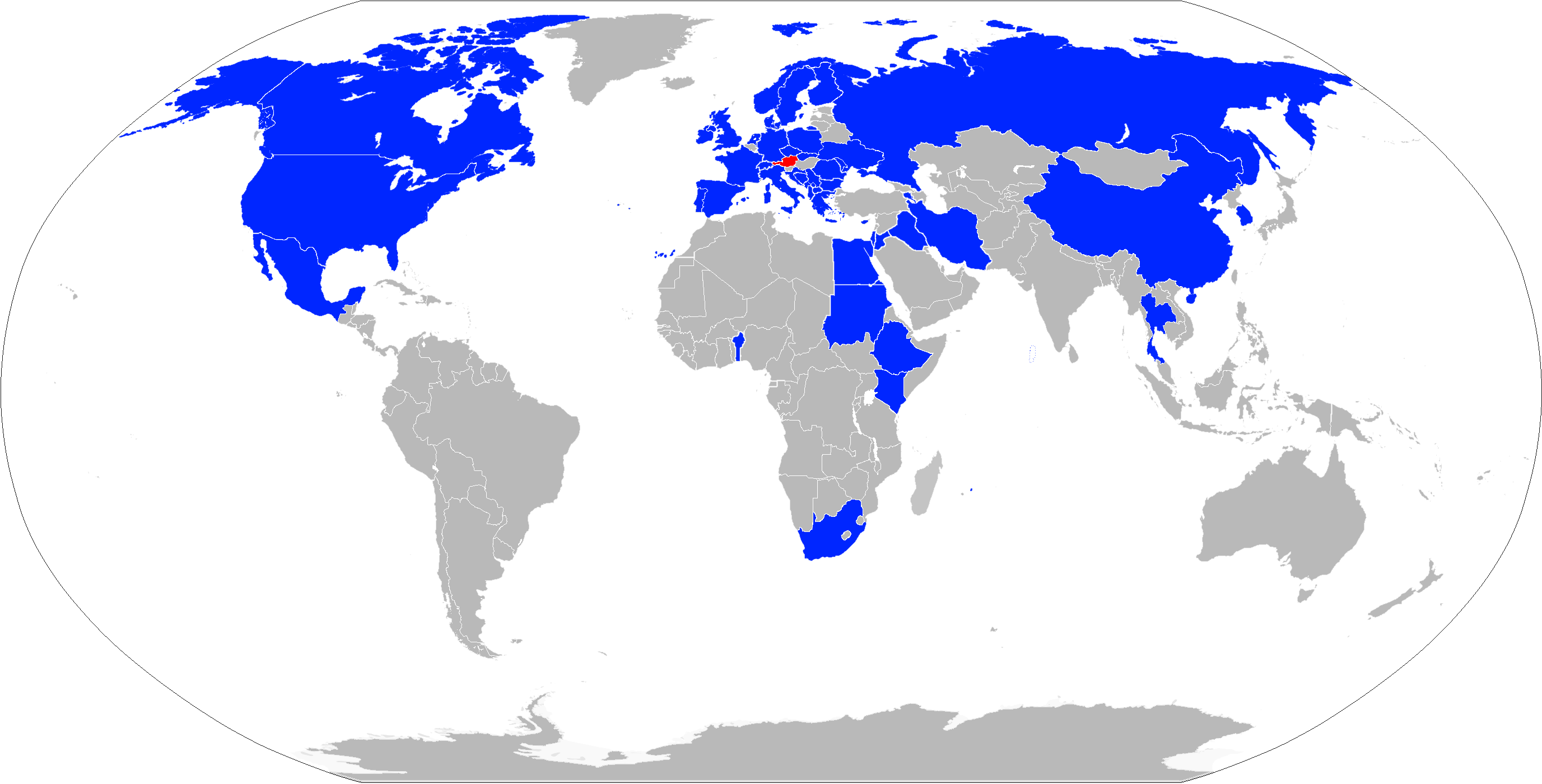
Az Austrian Airlines útvonaltérképe

Az Austrian Airlines 2022 decemberében négy kontinensen 130 célállomást szolgált ki.

## Fordítás
- Ez a szócikk részben vagy egészben  a   List of Austrian Airlines destinations című angol Wikipédia-szócikk ezen változatának fordításán alapul.  Az eredeti cikk szerkesztőit annak laptörténete sorolja fel. Ez a jelzés csupán a megfogalmazás eredetét és a szerzői jogokat jelzi, nem szolgál a cikkben szereplő információk forrásmegjelöléseként.